# Timbédra
Timbédra, auch Timbedgha, arabisch تمبدغة, ist die drittgrößte Stadt der Verwaltungseinheit Hodh Ech Chargui im Südosten des westafrikanischen Staats Mauretanien.
Das kleine Marktzentrum liegt an der Route de l’Espoir, der einzigen west-östlich das Land durchquerenden Asphaltstraße, zwischen Ayoûn el-Atroûs (280 Kilometer im Westen) und Néma (110 Kilometer im Osten).

## Bevölkerung
Die Bevölkerungszahl der Gemeinde lag 1977 bei 5.300 Einwohnern und hat in den Jahren 2000 bis 2023 von 11.390 auf 34.244 Einwohner zugenommen. Der Hauptort Tembedgha selbst hat 29.920 Einwohner (2023).

## Söhne und Töchter der Stadt
- Yahya Ould Hademine (* 1953), mauretanischer Politiker

## Belege
1. ↑  Citypopulation: Mauretanien: Gemeindegliederung
2. ↑  ANSADE: Localités habitées en Mauritanie (RGPH 2023)